# Труп (Нью-Йорк)
Труп (англ. Throop) — місто (англ. town) в США, в окрузі Каюга штату Нью-Йорк. Населення — 1831 особа (2020). Труп є північним передмістям міста Оберн — столиці графства Каюга.

## Географія
Площа Трупа становить 48.4 кв. км., з яких 48.3 займає суша і 0.1 — водний простір. По північній частині міста протікає струмок Оваско.
Через місто з півночі на південь проходить шосе NY-38.

## Демографія
Згідно з переписом 2010 року, у місті мешкало 1990 осіб у 755 домогосподарствах у складі 556 родин. Було 783 помешкання
Расовий склад населення:
| - 98,4 % — білих - 0,5 % — чорних або афроамериканців - 0,1 % — вихідців з тихоокеанських островів - 0,1 % — корінних американців - 0,1 % — азіатів |

До двох чи більше рас належало 0,7 %. Частка іспаномовних становила 1,4 % від усіх жителів.
За віковим діапазоном населення розподілялося таким чином: 22,7 % — особи молодші 18 років, 59,5 % — особи у віці 18—64 років, 17,8 % — особи у віці 65 років та старші. Медіана віку мешканця становила 44,4 року. На 100 осіб жіночої статі у місті припадало 99,0 чоловіків; на 100 жінок у віці від 18 років та старших — 94,7 чоловіків також старших 18 років.
Середній дохід на одне домашнє господарство становив 76 962 долари США (медіана — 65 417), а середній дохід на одну сім'ю — 87 962 долари (медіана — 76 827). Медіана доходів становила 55 972 долари для чоловіків та 44 485 доларів для жінок. За межею бідності перебувало 9,5 % осіб, у тому числі 15,8 % дітей у віці до 18 років та 9,5 % осіб у віці 65 років та старших.
Цивільне працевлаштоване населення становило 1022 особи. Основні галузі зайнятості: освіта, охорона здоров'я та соціальна допомога — 22,6 %, виробництво — 14,0 %, будівництво — 11,7 %, роздрібна торгівля — 9,5 %.